# Mario Abdo Benítez (padre)
Mario Abdo Benítez (22 de octubre de 1923-28 de mayo de 2013) fue un político paraguayo y figura cercana al régimen autoritario de Alfredo Stroessner siendo su secretario privado. Miembro del llamado Cuatrinomio de Oro, fue parte del círculo íntimo de poder y tuvo un rol clave en las decisiones del gobierno autoritario, controlando el acceso y la información dirigida a Stroessner. Fue padre de Mario Abdo Benítez, quien fue presidente de Paraguay entre 2018 y 2023.

## Trayectoria
Se desempeñó como secretario privado de la Presidencia de la República desde el inicio hasta el fin de la dictadura de Alfredo Stroessner (1954-1989). Acumuló un inmenso poder dentro del stronismo usando su posición de secretario privado de Alfredo Stroessner para controlar el flujo de información y el acceso al dictador.
A pesar de su cercanía al régimen, y a diferencia de otras figuras del stronismo, Abdo Benítez no fue denunciado por violaciones a los derechos humanos. Su papel dentro de la estructura estatal fue principalmente administrativo y político, ejerciendo una influencia considerable desde su puesto.
Además de su vínculo político con Stroessner, existía también un lazo familiar: según el escritor Bernardo Neri Farina, la madre de Abdo Benítez, Estanislaa Benítez, y la madre del dictador, Heriberta Matiauda, eran primas hermanas, lo que convertía a ambos en parientes.

### Cuatrinomio de Oro
«Les traigo tres consejos: seguir a Stroessner, seguir a Stroessner, seguir a Stroessner»
—Mario Abdo.
Durante el apogeo de la dictadura, Abdo Benítez fue considerado miembro del llamado Cuatrinomio de Oro, una expresión popular que designaba al núcleo duro de colaboradores más cercanos al dictador. Este grupo estaba compuesto por Sabino Augusto Montanaro (ministro del Interior), Adán Godoy Jiménez (ministro de Salud Pública), José Eugenio Jacquet (procurador general de la República) y el propio Abdo Benítez como secretario privado. Los cuatro eran percibidos como operadores claves del régimen, responsables tanto de la administración política como de la represión sistemática.

### Golpe de Estado de 1989
El 2 de febrero de 1989, Abdo Benítez fue sorprendido por el golpe de Estado contra el régimen de Stroessner, liderado por el general Andrés Rodríguez Pedotti, mientras se encontraba en la entonces Ciudad Presidente Stroessner (hoy Ciudad del Este) para actos políticos. Aunque se le aconsejó huir a Brasil, Abdo Benítez decidió quedarse en Paraguay y fue arrestado esa misma noche por tropas de la Base Naval del Este, que se habían sumado a la revuelta. Fue encarcelado junto a otros jerarcas del régimen stronista y permaneció en prisión durante varios años.

## En la cultura popular
Sobre Abdo Benítez se tejieron muchas historias humorísticas, conocidos como «chistes de don Mario», que fueron muy populares durante la dictadura, creados como una forma de venganza de la gente común contra los abusos del régimen. Un ejemplo es de una hipotética visita a Venecia (ciudad conocida por estar compuesta de canales), a lo cual Abdo Benítez supuestamente lamenta haber venido en época de inundación.
En ocasiones estas anécdotas hicieron referencia a acontecimientos que realmente le ocurrieron a Abdo Benítez, aunque con detalles diferentes. Un ejemplo fue su reacción al derrocamiento de Stroessner: de acuerdo a una versión humorística, al momento de enterarse del golpe se encontraba en territorio brasileño, tras lo cual insistió en ser trasladado rápidamente al lado paraguayo, tras lo cual fue arrestado, y que cuando le preguntaron por qué había regresado al Paraguay, Abdo Benítez habría respondido: «El general Stroessner siempre me dijo: Si escuchás que hay un golpe, cruzá inmediatamente la frontera, para salvarte... y eso hice». En realidad, al momento del golpe Abdo Benítez estuvo en todo momento en territorio paraguayo y no cruzó al Brasil, aunque le sugirieron que lo haga.
De acuerdo a Bernardo Neri Farina, Abdo Benítez no era «un hombre tan sonso como la gente lo tildaba», sino que era un técnico dinámico y gozaba de la absoluta confianza de Stroessner, en adición de que tenía un título de contador público. Según el libro Paraguay: la cárcel olvidada, el país en el exilio (1978) de Martín Almada, durante el régimen se promovió la figura de Abdo Benítez como referente intelectual y moral. Fue declarado «Padre de la Juventud Estudiosa Universitaria», y según el mismo autor, se intentó institucionalizar el uso del título de «doctor» para referirse a él, pese a la ausencia de un título de doctor que lo respaldara. Almada sostiene que esta estrategia fue parte de una construcción simbólica que buscaba fortalecer su autoridad y prestigio dentro del régimen.

## Vida familiar
Era padre de Mario Abdo Benítez, conocido como «Marito», quien fue presidente de Paraguay entre 2018 y 2023.